# Lomepal

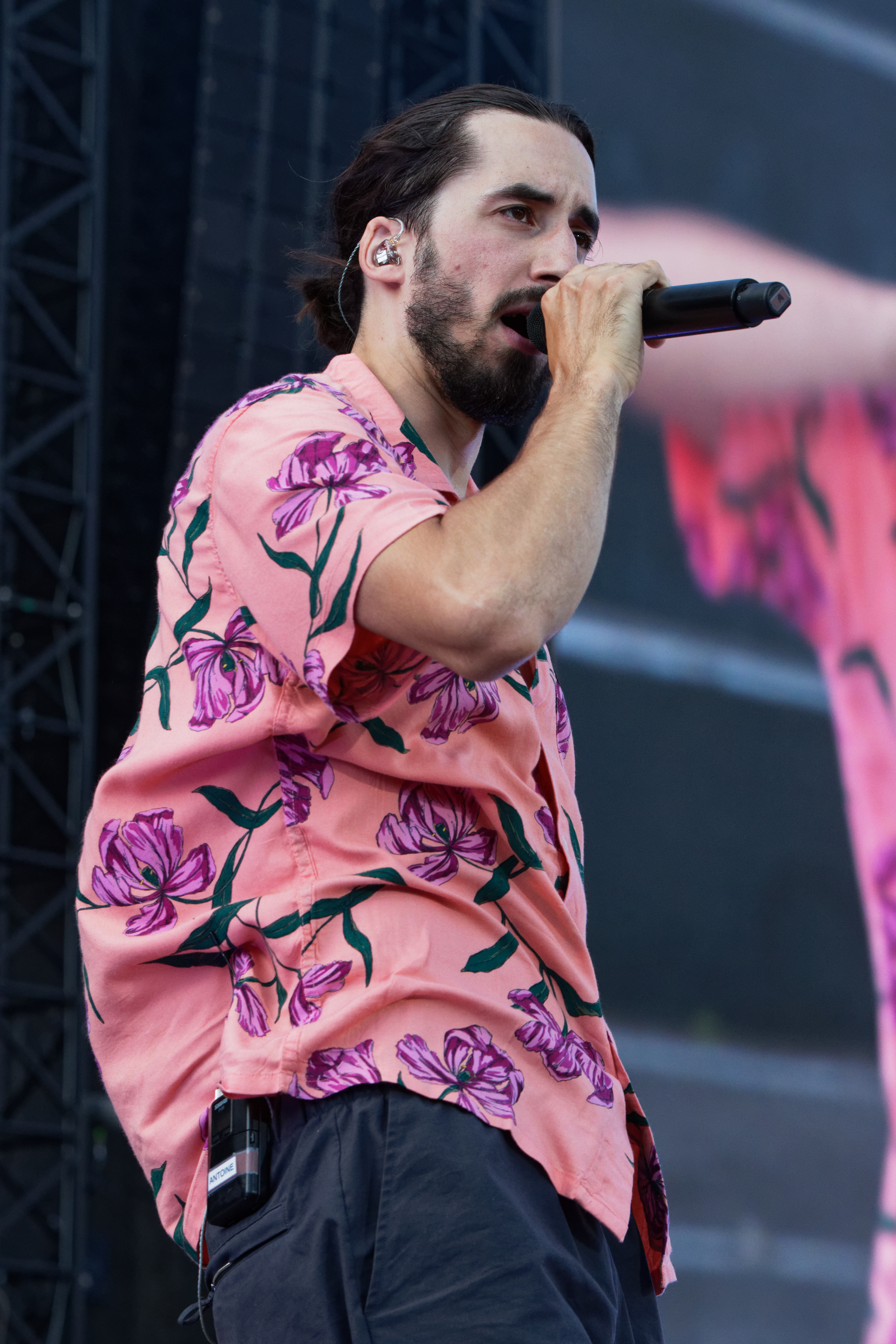
Lomepal (2019)

Lomepal (* 4. Dezember 1991 in Paris; bürgerlich Antoine Valentinelli) ist ein französischer Rapper und Sänger.

## Leben
Seinen Künstlernamen verdankt der Pariser Rapper seinen Freunden aus der Kindheit. Diese dachten wegen seines blassen Teints immer, er sei krank, daher Lomepal (französisch l'homme pâle ‚blasser Mann‘). Sein erster Künstlername war Jo Pump.

### Kindheit und Jugend
Antoine Valentinelli ist der Sohn von Dominique Valentinelli, Leser-Korrektor bei Éditions Gallimard, seine Mutter ist Künstlerin und Malerin. So wuchs er in einem künstlerischen, instabilen Umfeld auf. Tatsächlich ist das Einkommen seiner Mutter, durch die er erzogen wurde, sehr unregelmäßig: „Die Mittelschicht, eine kleine Boheme. Ich lebte in einer riesigen Werkstatt, in der es große Ausstellungen gab. Meine Mutter verkaufte sich gut und zu anderen Zeiten war es finanziell viel schwieriger.“ Sein Vater verlässt das Haus, als er noch jung ist, so dass Antoine nicht mit ihm aufwächst, sondern von seinen drei Schwestern und seiner Mutter umgeben ist. Die Zeit des Gymnasiums veranschaulicht diese Situation gut, der junge Antoine wird aus dem Rodin-Gymnasium (13. Arrondissement) verwiesen und sein Fall führt sogar zur Versetzung der Schulleiterin. Er wird zu dieser Zeit erklären: „Zu Hause war es Krieg: mein Vater ging, meine Mutter war im Krankenhaus, nach Schule stand mir der Kopf nicht.“ Dann begann er mit dem Montagestudium, welches er abbrach um sich dem Rap zu widmen.

## Diskografie

### Studioalben
| Jahr | Titel Musiklabel             | Höchstplatzierung, Gesamtwochen, AuszeichnungChartplatzierungen (Jahr, Titel, Musiklabel, Platzierungen, Wochen, Auszeichnungen, Anmerkungen) | Höchstplatzierung, Gesamtwochen, AuszeichnungChartplatzierungen (Jahr, Titel, Musiklabel, Platzierungen, Wochen, Auszeichnungen, Anmerkungen) | Höchstplatzierung, Gesamtwochen, AuszeichnungChartplatzierungen (Jahr, Titel, Musiklabel, Platzierungen, Wochen, Auszeichnungen, Anmerkungen) | Anmerkungen                                                  | [↑]: gemeinsam behandelt mit vorhergehendem Eintrag; [←]: in beiden Charts platziert |
| Jahr | Titel Musiklabel             | FR | BEW | CH | Anmerkungen                                                  |                                                                                      |
| ---- | ---------------------------- | --- | --- | --- | ------------------------------------------------------------ | ------------------------------------------------------------------------------------ |
| 2017 | Flip Pinéale                 | FR14 ×3Dreifachplatin · (105 Wo.)FR | BEW13 (332 Wo.)BEW | CH58 (1 Wo.)CH | Erstveröffentlichung: 30. Juni 2017 Verkäufe: + 300.000      |                                                                                      |
| 2018 | Jeannine Pinéale             | FR1 Diamant · (156 Wo.)FR | BEW2 Gold · (… Wo.)BEW | CH5 (43 Wo.)CH | Erstveröffentlichung: 7. Dezember 2018 Verkäufe: + 510.000   |                                                                                      |
| 2019 | Amina Pinéale[FR: ↑][BEW: ↑] | FR1 Diamant · (156 Wo.)FR | BEW2 Gold · (… Wo.)BEW | CH14 (8 Wo.)CH | Erstveröffentlichung: 25. Oktober 2019                       |                                                                                      |
| 2022 | Mauvais ordre Pinéale        | FR1 ×3Dreifachplatin · (129 Wo.)FR | BEW1 (124 Wo.)BEW | CH2 (39 Wo.)CH | Erstveröffentlichung: 16. September 2022 Verkäufe: + 300.000 |                                                                                      |

### Livealben
| Jahr | Titel Musiklabel            | Höchstplatzierung, Gesamtwochen, AuszeichnungChartplatzierungen (Jahr, Titel, Musiklabel, Platzierungen, Wochen, Auszeichnungen, Anmerkungen) | Höchstplatzierung, Gesamtwochen, AuszeichnungChartplatzierungen (Jahr, Titel, Musiklabel, Platzierungen, Wochen, Auszeichnungen, Anmerkungen) | Höchstplatzierung, Gesamtwochen, AuszeichnungChartplatzierungen (Jahr, Titel, Musiklabel, Platzierungen, Wochen, Auszeichnungen, Anmerkungen) | Anmerkungen                            |
| Jahr | Titel Musiklabel            | FR | BEW | CH | Anmerkungen                            |
| ---- | --------------------------- | --- | --- | --- | -------------------------------------- |
| 2019 | 3 jours à Motorbass Pinéale | FR18 (54 Wo.)FR | BEW44 (12 Wo.)BEW | — | Erstveröffentlichung: 18. Oktober 2019 |

### EPs
| Jahr | Titel Musiklabel           | Höchstplatzierung, Gesamtwochen, AuszeichnungChartplatzierungen (Jahr, Titel, Musiklabel, Platzierungen, Wochen, Auszeichnungen, Anmerkungen) | Höchstplatzierung, Gesamtwochen, AuszeichnungChartplatzierungen (Jahr, Titel, Musiklabel, Platzierungen, Wochen, Auszeichnungen, Anmerkungen) | Höchstplatzierung, Gesamtwochen, AuszeichnungChartplatzierungen (Jahr, Titel, Musiklabel, Platzierungen, Wochen, Auszeichnungen, Anmerkungen) | Anmerkungen                                 |
| Jahr | Titel Musiklabel           | FR | BEW | CH | Anmerkungen                                 |
| ---- | -------------------------- | --- | --- | --- | ------------------------------------------- |
| 2011 | 20 mesures Selbstverlag    | — | — | — | Erstveröffentlichung: September 2011        |
| 2013 | Cette foutue perle Pinéale | FR64 (1 Wo.)FR | — | — | Erstveröffentlichung: 9. September 2013     |
| 2014 | Seigneur Pinéale           | FR72 (1 Wo.)FR | — | — | Erstveröffentlichung: 15. September 2014    |
| 2015 | Majesté Pinéale            | FR107 (1 Wo.)FR | — | — | Erstveröffentlichung: 18. Mai 2015          |
| 2016 | ODSL Pinéale               | — | — | — | Erstveröffentlichung: 27. Mai 2016 mit Stwo |

### Singles
| Jahr | Titel Album                                  | Höchstplatzierung, Gesamtwochen, AuszeichnungChartplatzierungen (Jahr, Titel, Album, Platzierungen, Wochen, Auszeichnungen, Anmerkungen) | Höchstplatzierung, Gesamtwochen, AuszeichnungChartplatzierungen (Jahr, Titel, Album, Platzierungen, Wochen, Auszeichnungen, Anmerkungen) | Höchstplatzierung, Gesamtwochen, AuszeichnungChartplatzierungen (Jahr, Titel, Album, Platzierungen, Wochen, Auszeichnungen, Anmerkungen) | Anmerkungen                                                                     |
| Jahr | Titel Album                                  | FR | BEW | CH | Anmerkungen                                                                     |
| --- | -------------------------------------------- | --- | --- | --- | ------------------------------------------------------------------------------- |
| 2017 | Yeux disent Flip                             | FR15 Diamant · (84 Wo.)FR | BEW43 (3 Wo.)BEW | — | Erstveröffentlichung: 16. Juni 2017 Verkäufe: + 333.333                         |
| 2017 | Club Morale 2                                | FR151 Platin · (9 Wo.)FR | — | — | Erstveröffentlichung: 24. November 2017 Verkäufe: + 200.000                     |
| 2018 | Tout lâcher –                                | FR139 Gold · (2 Wo.)FR | — | — | Erstveröffentlichung: 11. Mai 2018 Verkäufe: + 100.000                          |
| 2018 | 1000°C Jeannine                              | FR3 Diamant · (81 Wo.)FR | BEW13 Gold · (25 Wo.)BEW | CH82 (2 Wo.)CH | Erstveröffentlichung: 17. September 2018 Verkäufe: + 343.333; feat. Roméo Elvis |
| 2018 | Trop beau Jeannine                           | FR1 Diamant · (251 Wo.)FR | BEW14 Gold · (22 Wo.)BEW | CH43 (3 Wo.)CH | Erstveröffentlichung: 14. Dezember 2018 Verkäufe: + 343.333                     |
| 2019 | La vérité Jeannine                           | FR5 Platin · (20 Wo.)FR | — | — | Erstveröffentlichung: 3. Mai 2019 Verkäufe: + 200.000; feat. Orelsan            |
| 2019 | Mômes Jeannine                               | FR8 Diamant · (37 Wo.)FR | — | — | Erstveröffentlichung: 12. Juli 2019 Verkäufe: + 333.333                         |
| 2019 | Regarde-moi Amina                            | FR16 Platin · (14 Wo.)FR | — | CH73 (1 Wo.)CH | Erstveröffentlichung: 25. Oktober 2019 Verkäufe: + 200.000                      |
| 2022 | Tee Mauvais ordre                            | FR9 Platin · (33 Wo.)FR | BEW24 (4 Wo.)BEW | CH36 (1 Wo.)CH | Erstveröffentlichung: 2. Juni 2022 Verkäufe: + 200.000                          |
| 2022 | Auburn Mauvais ordre                         | FR31 Gold · (6 Wo.)FR | — | — | Erstveröffentlichung: 30. Juni 2022 Verkäufe: + 100.000                         |
| Folgende Lieder erschienen nicht als Single, wurden aber durch das Album zum Download und Streaming bereitgestellt und konnten somit eine Platzierung erlangen: |                                              | | | |                                                                                 |
| |                                              | | | |                                                                                 |
| 2018 | X-men Jeannine                               | FR4 Platin · (19 Wo.)FR | — | — | Charteinstieg: 14. Dezember 2018 Verkäufe: + 200.000; feat. Jeanjass            |
| 2018 | Ne me ramène pas Jeannine                    | FR7 Diamant · (16 Wo.)FR | — | CH56 (1 Wo.)CH | Charteinstieg: 14. Dezember 2018 Verkäufe: + 333.333                            |
| 2018 | Plus de larmes Jeannine                      | FR12 Diamant · (21 Wo.)FR | — | — | Charteinstieg: 14. Dezember 2018 Verkäufe: + 333.333                            |
| 2018 | Évidemment Jeannine                          | FR15 Diamant · (22 Wo.)FR | — | — | Charteinstieg: 14. Dezember 2018 Verkäufe: + 333.333                            |
| 2018 | Beau la folie Jeannine                       | FR16 Diamant · (42 Wo.)FR | — | — | Charteinstieg: 14. Dezember 2018 Verkäufe: + 333.333                            |
| 2018 | Le vrai moi Jeannine                         | FR18 Platin · (13 Wo.)FR | — | — | Charteinstieg: 14. Dezember 2018 Verkäufe: + 200.000                            |
| 2018 | Le lendemain de l’orage Jeannine             | FR21 Gold · (9 Wo.)FR | — | — | Charteinstieg: 14. Dezember 2018 Verkäufe: + 100.000                            |
| 2018 | Dave Grohl Jeannine                          | FR24 Gold · (9 Wo.)FR | — | — | Charteinstieg: 14. Dezember 2018 Verkäufe: + 100.000                            |
| 2018 | Ma cousin Jeannine                           | FR28 Gold · (11 Wo.)FR | — | — | Charteinstieg: 14. Dezember 2018 Verkäufe: + 100.000                            |
| 2018 | Skit Roman Jeannine                          | FR35 (3 Wo.)FR | — | — | Charteinstieg: 14. Dezember 2018                                                |
| 2018 | Cinq doigts Jeannine                         | FR40 (3 Wo.)FR | — | — | Charteinstieg: 14. Dezember 2018 feat. Katerine                                 |
| 2018 | Skit Mamaz Jeannine                          | FR45 (3 Wo.)FR | — | — | Charteinstieg: 14. Dezember 2018                                                |
| 2018 | Dans le livret Jeannine                      | FR71 (2 Wo.)FR | — | — | Charteinstieg: 14. Dezember 2018                                                |
| 2019 | Flash Amina                                  | FR9 Platin · (6 Wo.)FR | — | CH70 (1 Wo.)CH | Charteinstieg: 1. November 2019 Verkäufe: + 200.000                             |
| 2019 | Montfermeil Amina                            | FR21 Gold · (6 Wo.)FR | — | CH81 (1 Wo.)CH | Charteinstieg: 1. November 2019 Verkäufe: + 100.000; feat. Caballero & JeanJass |
| 2019 | Yusuf Amina                                  | FR60 (3 Wo.)FR | — | — | Charteinstieg: 1. November 2019                                                 |
| 2019 | 200 Amina                                    | FR68 (3 Wo.)FR | — | — | Charteinstieg: 1. November 2019                                                 |
| 2022 | Mauvais ordre                                | FR2 Platin · (15 Wo.)FR | BEW19 (4 Wo.)BEW | CH29 (2 Wo.)CH | Charteinstieg: 23. September 2022 Verkäufe: + 200.000                           |
| 2022 | À peu près Mauvais ordre                     | FR3 Diamant · (43 Wo.)FR | BEW22 (5 Wo.)BEW | CH35 (2 Wo.)CH | Charteinstieg: 23. September 2022 Verkäufe: + 333.333                           |
| 2022 | Hasarder Mauvais ordre                       | FR6 Gold · (10 Wo.)FR | BEW26 (2 Wo.)BEW | CH42 (1 Wo.)CH | Charteinstieg: 23. September 2022 Verkäufe: + 100.000                           |
| 2022 | Etna Mauvais ordre                           | FR11 Gold · (6 Wo.)FR | — | — | Charteinstieg: 23. September 2022 Verkäufe: + 100.000                           |
| 2022 | 50° Mauvais ordre                            | FR12 (5 Wo.)FR | — | — | Charteinstieg: 23. September 2022                                               |
| 2022 | Decrescendo Mauvais ordre                    | FR13 Diamant · (66 Wo.)FR | BEW40 (3 Wo.)BEW | — | Charteinstieg: 23. September 2022 Verkäufe: + 333.333                           |
| 2022 | Maladie moderne Mauvais ordre                | FR14 Gold · (6 Wo.)FR | — | — | Charteinstieg: 23. September 2022 Verkäufe: + 100.000                           |
| 2022 | Le miel et le vinaigre Mauvais ordre         | FR18 (4 Wo.)FR | — | — | Charteinstieg: 23. September 2022                                               |
| 2022 | Crystal Mauvais ordre                        | FR20 Gold · (8 Wo.)FR | — | — | Charteinstieg: 23. September 2022 Verkäufe: + 100.000                           |
| 2022 | Prends ce que tu veux chez moi Mauvais ordre | FR21 (5 Wo.)FR | — | — | Charteinstieg: 23. September 2022                                               |
| 2022 | Pour de faux Mauvais ordre                   | FR26 (4 Wo.)FR | — | — | Charteinstieg: 23. September 2022                                               |
| 2022 | Skit I Mauvais ordre                         | FR34 (2 Wo.)FR | — | — | Charteinstieg: 23. September 2022                                               |
| 2022 | Skit Lost Memo Mauvais ordre                 | FR40 (2 Wo.)FR | — | — | Charteinstieg: 23. September 2022                                               |

### Singles als Gastmusiker
| Jahr | Titel Album         | Höchstplatzierung, Gesamtwochen, AuszeichnungChartplatzierungen (Jahr, Titel, Album, Platzierungen, Wochen, Auszeichnungen, Anmerkungen) | Höchstplatzierung, Gesamtwochen, AuszeichnungChartplatzierungen (Jahr, Titel, Album, Platzierungen, Wochen, Auszeichnungen, Anmerkungen) | Höchstplatzierung, Gesamtwochen, AuszeichnungChartplatzierungen (Jahr, Titel, Album, Platzierungen, Wochen, Auszeichnungen, Anmerkungen) | Anmerkungen                                                                |
| Jahr | Titel Album         | FR | BEW | CH | Anmerkungen                                                                |
| --- | ------------------- | --- | --- | --- | -------------------------------------------------------------------------- |
| 2018 | Paradise 3 du mat   | FR41 Diamant · (25 Wo.)FR | — | — | Erstveröffentlichung: 21. Mai 2018 Verkäufe: + 333.333; Lefa feat. Lomepal |
| Folgende Lieder erschienen nicht als Single, wurden aber durch das Album zum Download und Streaming bereitgestellt und konnten somit eine Platzierung erlangen: |                     | | | |                                                                            |
| |                     | | | |                                                                            |
| 2020 | Burning Man Trinity | FR62 Platin · (4 Wo.)FR | — | — | Charteinstieg: 6. März 2020 Verkäufe: + 200.000; Laylow feat. Lomepal      |

## Auszeichnungen für Musikverkäufe
| Goldene Schallplatte - Frankreich - 2019: für das Lied Palpal - 2020: für das Lied Danse - 2020: für das Lied Ray Liotta - 2022: für das Lied Pommade - 2022: für das Lied Malaise - 2022: für das Lied Sur le sol | Platin-Schallplatte - Frankreich - 2021: für das Lied Bécane - 2022: für das Lied 70 - 2024: für das Lied Lucy |

Anmerkung: Auszeichnungen in Ländern aus den Charttabellen bzw. Chartboxen sind in ebendiesen zu finden.
| Land/RegionAuszeichnungen für Musikverkäufe (Land/Region, Auszeichnungen, Verkäufe, Quellen) | Gold       | Platin       | Diamant       | Verkäufe  | Quellen         |
| -------------------------------------------------------------------------------------------- | ---------- | ------------ | ------------- | --------- | --------------- |
| Belgien (BRMA)                                                                               | 3× Gold3   | —            | —             | 30.000    | ultratop.be     |
| Frankreich (SNEP)                                                                            | 16× Gold16 | 18× Platin18 | 12× Diamant12 | 8.766.663 | snepmusique.com |
| Insgesamt                                                                                    | 19× Gold19 | 18× Platin18 | 12× Diamant12 |           |                 |